# Koffán Károly (grafikus, 1940)
Ifj. Koffán Károly (Budapest, 1940. augusztus 1. –) magyar festő- és grafikusművész.

## Pályafutása
1963-ban végzett a Magyar Képzőművészeti Főiskolán, mesterei Sebestyén Ferenc, Fónyi Géza, Barcsay Jenő és Balogh Jenő voltak. 1981-ben érdemes művész kitüntetést kapott. 1965-től a dunaújvárosi művészeti élet meghatározó alakja. Művészetpedagógiai munkássága is számottevő. Dunaföldváron él.

## Egyéni kiállításai
- 1970: Koszta J. M. [Cyránski Máriával], Szentes; 1971, 1978, 1979, 1982: Dunaújváros; 1973, 1974: Miskolc; 1976, 1982: Bp.; * 1976: Józsefvárosi Műv. Klub; 1979: Pécs; Velence; 1980: Dunakeszi; Gulácsy T., Szeged; 1981: Kecskemét; 1984: Szeged; 1990: Iványi Grünwald T., Kecskemét; Babits M. Műv. Közp. [Cyránski Máriával], Szekszárd (kat.); 1991: Uitz T., Dunaújváros; 1992: Tornyi J. M., Hmvhely; 1993: Medgyessy T., Debrecen; 1995: Városi M., Paks; 1996: Várm., Simontornya
- 1998. Művészetek Háza, Szekszárd;
- 2000. Tér 2000, Kortárs Művészeti Intézet, Dunaújváros;
- 2001. Vármúzeum, Simontornya;
- 2002. Művészetek Völgye, Kapolcs-Taliándörögd;
- 2004. Képzelt "való világ", Kortárs Művészeti Intézet, Dunaújváros

## Válogatott csoportos kiállítások
- 1959 • Képző- és Iparművészeti Gimnázium 180 éves jubileuma, Nemzeti Szalon, Budapest • 1962–1964, 1970–1971, 1990–1991 • Vásárhelyi Őszi Tárlatok
- 1965 • X. Magyar Képzőművészeti Kiállítás, Műcsarnok, Budapest
- 1966-tól [1967 és 1986 kivételével] Dunaújvárosi Művészek Tárlatai, Uitz Terem/Kortárs Művészeti Intézet, Dunaújváros
- 1966-tól Fejér Megyei Tárlatok, Székesfehérvár, Dunaújváros, Mór, Esztergom
- 1971 • Exhibition of Artists of Northern Transdanubia, Krakkó (Lo)
- 1971 • I. Országos Zománcművészeti Biennále, Salgótarján, Besztercebánya;
- 1977–1978 • Dunaújvárosi Képzőművészek Csoportja I. Üzemi Tárlata, Dunai Vasmű Lemezfeldolgozó, Műszaki Főiskola, Dunai Vasmű Épületjavító, Dunaújváros
- 1980 • Művészek az Üzemekben, Magyar Nemzeti Galéria, Budapest;
- 1980–1981 • Évfolyamtársak [A Képzőművészeti Főiskola 1958 és 1963 közötti Lázadó Generáció sorozata], Kaesz Gyula Faipari Szakmunkásképző, Dorogi Galéria, Iskola Galéria, Dunakeszi, Uitz Terem, Dunaújváros
- 1975, 1978-1982, 1985, 1987, 2002 • Nemzetközi Tűzzománc Szimpóziumok kiállításai, Kecskemét
- 1982 • A Tűz Varázslói, Kecskemét, Moszkva, Budapest
- 1982 • A Zománc, Vigadó Galéria, Budapest;
- 1986 • Műpártolás, Dunaújváros
- 1991 • G. Claude Monet, Paris-Bezons (FR)
- 1997 • Magyar Szalon, Műcsarnok • Tűzzománcművészek Magyar Társasága (alapító kiállítás] Budafok-Tétényi Művelődési Ház;
- 1998 • Kortárs Magyar Zománcművészet, Kecskeméti Képtár;
- 2002 • Kortárs Magyar Zománcművészet, Műcsarnok, Palme Ház, Budapest;
- 2003 • Fej Vonulás, Pelikán Galéria, Székesfehérvár.

## Művek közgyűjteményekben
- Dunaújvárosi Művészetért Alapítvány;
- Intercisa Múzeum, Dunaújváros;
- Szent István Király Múzeum, Székesfehérvár;
- Magyar Nemzeti Galéria, Budapest;
- Modern Művészetért Közalapítvány, Dunaújváros;
- Pécsváradi Gyűjtemény;
- Tornyai János Múzeum, Hódmezővásárhely;
- Várpalotai Képtár;
- Völgység Múzeum, Bonyhád;
- Zománcművészeti Gyűjtemény, Kecskemét

## Köztéri művei
- Tavaszvárás (sgraffito, 1968, Nagyvenyim, Ált. Isk.)

## Publikációi
- Új módszereim az iskolareform szellemében (1965);
- Dunaújváros, Dózsa II. városrész exterieur-jének színdinamikai tanulmányterve (szerződéses munka dokumentációja, 1975);
- Leonardo és a Téridő-kontinuum (In: Fejér Megyei Szemle, 1980/2.);
- Előadási Segédletek (In: Nehézipari Műszaki Egyetem Kohó- és Fémipari Főiskolai Kar Közleményei, 1983., VII. kötet);
- Főiskolai Geometria-jegyzet két részben (1994.);
- Relief-terek (In: GTE műszaki folyóirata, XXXIX. évfolyam, 10. kötet);
- Tér 2000, Ars Poetica (In: Tér 2000. Kiállítási kat., Dunaújváros, 2000.)